# Оружие
Оружие — название устройств и предметов (изделий), конструктивно предназначенных для поражения живой цели, а также подачи сигналов.
В военном деле применялись и применяются ручное, коллективное, наступательное, оборонительное, холодное, и иное оружие различных видов и типов. После изобретения пороха широко стали применяться артиллерия, а также пороховое стрелковое и ручное огнестрельное оружие. Но до изобретения и внедрения в массовое боевое применение пороха, основой войска были формирования, вооружённые холодным (метательным и клинковым) и ручным оружием. К оружию относят устройства и предметы, конструктивно предназначенные для поражения живой или иной цели, предмет для нападения или обороны.
Также — совокупность средств для охоты и ведения войны. В переносном значении оружие — какое-либо средство для вооружённой борьбы с кем-нибудь и с чем-нибудь, для достижения поставленных целей. Тем не менее, оружие не обязательно должно быть напрямую направлено на убийство кого-либо. Например, нелетальное оружие, выводит человека из строя, не нанося ему значительных повреждений. Электромагнитный импульс, теоретически, может быть применён как оружие, поскольку он выводит вооружение и военную технику из строя, но при этом он малоопасен для живых существ. При этом, например, мачете может применяться в качестве холодного оружия, хоть и является инструментом.

## История
Человечество, для решения своих проблем, использовало оружие с древних времен. Первыми видами оружия были палка и камень. С самого начала основным назначением оружия была в первую очередь защита от хищников и агрессоров, а потом — охота. Но потом оружие стало использоваться и в военных целях.
Для каждого исторического периода были характерны свои типы оружия. При этом оружие эволюционировало вместе с эволюцией общества. Более того, эволюция оружия практически всегда есть один из аспектов эволюции общества в целом.

### Первобытные общества

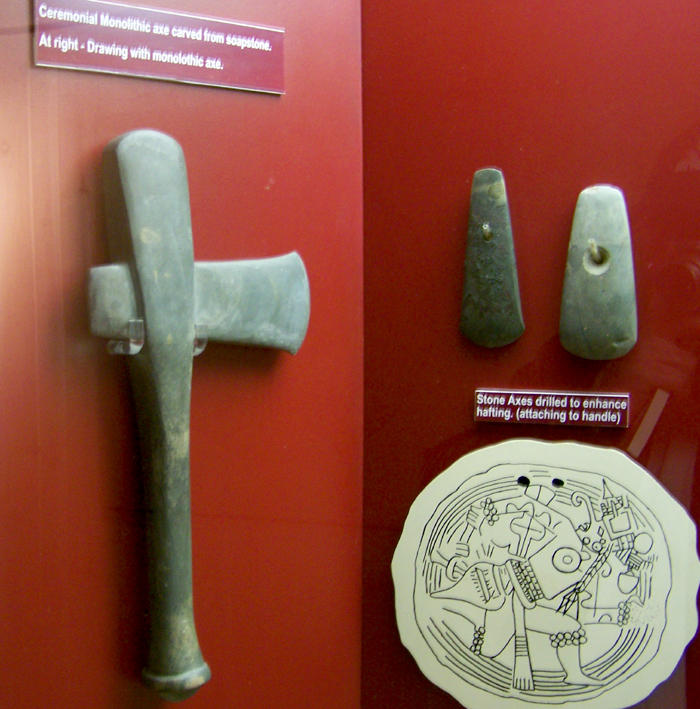
Монолитный каменный топор культуры миссисипи

Простейшие виды оружия наблюдаются у шимпанзе, что позволяет приверженцам теории эволюции человека от высших приматов предположить использование оружия ранними гоминидами ещё пять миллионов лет назад. Это были дубинки, примитивные копья и необработанные камни. Однако характер подобных ранних форм оружия не позволяет найти какие-либо однозначные археологические свидетельства его применения (собственно, ранние гоминиды вполне могли использовать разнообразное примитивное оружие).
Известны археологические находки копий, возраст которых составляет более 300 тысяч лет, а также наконечники для стрел, которые нашли в 2012 году близ немецкого города Шёнингена. Относящиеся к раннему палеолиту Шёнингенские копья считаются древнейшим известным холодным оружием людей.
Позже появилось каменное оружие. В различных регионах мира были найдены многочисленные каменные топоры, каменные наконечники стрел и копий. В то же время использовалось и оружие из дерева (например, палицы), а также костяное оружие.

### Древний мир
В начале этого периода было характерно использование бронзового оружия. Появились различные бронзовые мечи и щиты (у древних эллинов и египтян). Затем оружие стали изготавливать из железа.
В целом, оружие древнего мира делилось на оружие ближнего боя (мечи, секиры, копья) и метательное оружие (луки, пращи, дротики). В этот период кроме ручного оружия стали использовать и различные осадные машины (баллисты, катапульты, тараны). В частности вместе с баллистами появились и первые арбалеты.

### Средние века

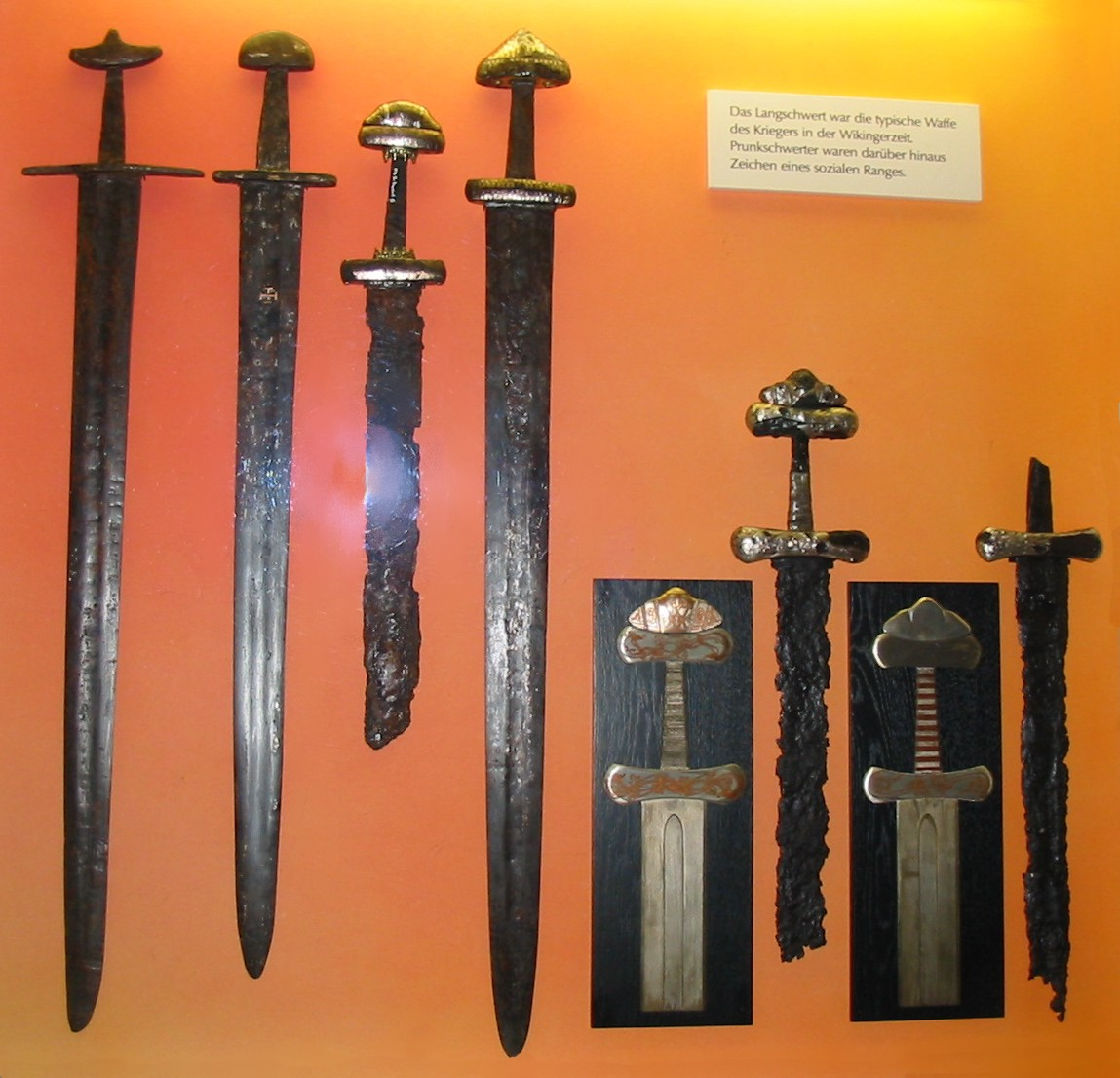
Мечи викингов из музея в Германии

Вначале средневековое оружие не сильно отличалось от оружия предыдущего периода. Ещё в конце эпохи Древнего мира появились тяжеловооружённые катафрактарии, ставшие прообразом тяжеловооружённых рыцарей классического средневековья и соответственно понадобилось оружие, способное бороться с ними. Поэтому конец средних веков ознаменовался появлением огнестрельного оружия. Основными типами оружия в этот период были: холодное оружие ближнего боя, метательное оружие, а также огнестрельное и осадное оружие. Из холодного оружия наиболее распространены были мечи, кинжалы и боевые пики (собственно, средневековые пики — прямые потомки македонских сарисс.) Кроме того, появляются различные сабли, шпаги, рапиры и т. п. Из метательного оружия также были распространены луки и арбалеты. Но вот пращи нашли боевое применение только как компактное метательное оружие, в ситуациях, когда компактность важнее дальности прицельной стрельбы. К огнестрельному оружию, появившемуся в тот период, можно отнести мушкеты, аркебузы, пищали, а также пушки и бомбарды. В арсенале осадного оружия тогда были как те же баллисты, катапульты, тараны, требушеты, так и первые образцы осадной артиллерии (в частности те же бомбарды). При этом процесс вытеснения осадного метательного оружия оружием осадной артиллерии уже набирает ход.

### Новое время

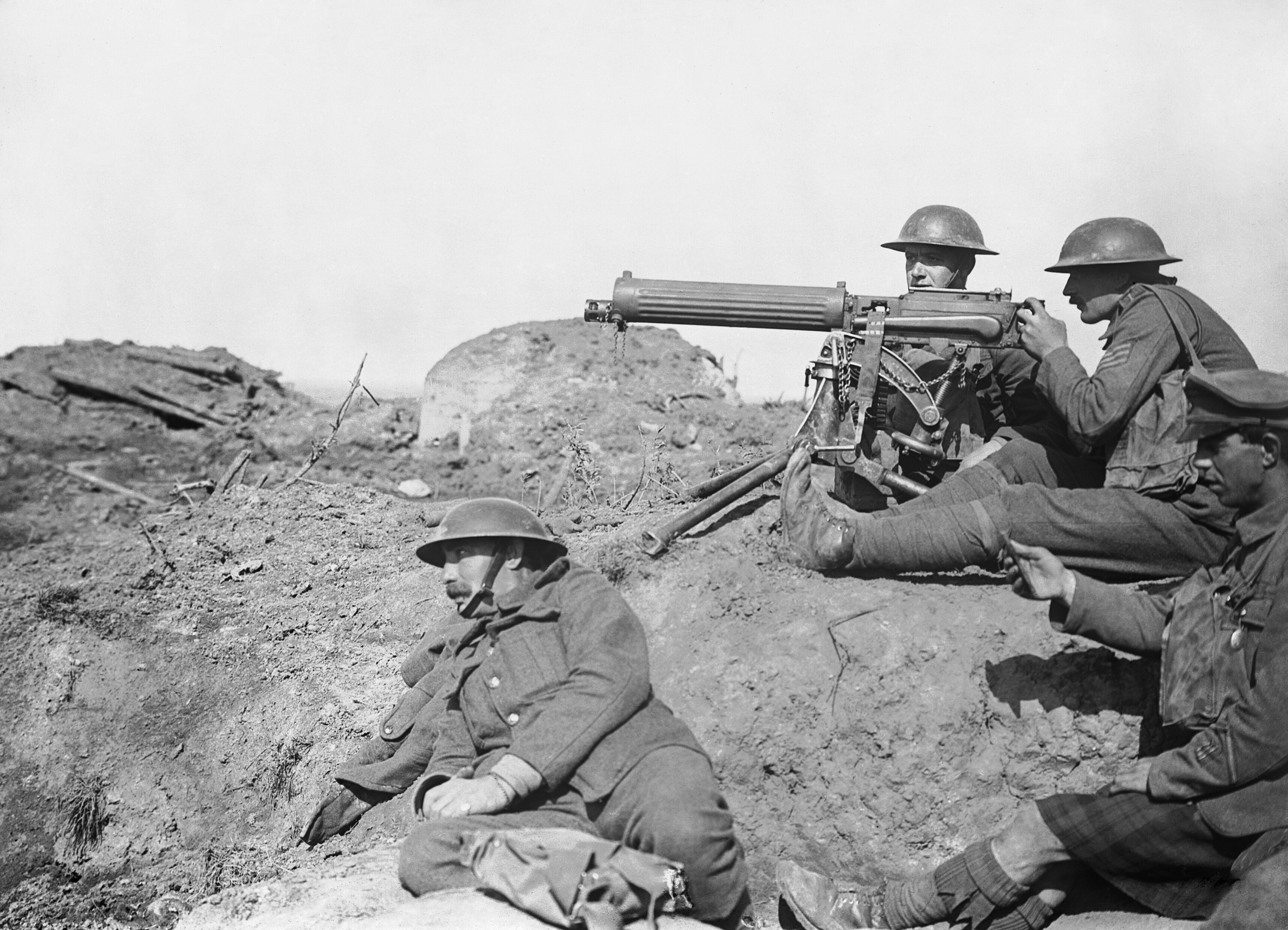
Британский пулемёт Виккерс на Западном фронте

В этот период огнестрельное оружие активно совершенствуется и оно полностью вытесняет метательное оружие. Происходит окончательное разделение огнестрельного оружия на ручное оружие и артиллерию. Во времена наполеоновских войн серьёзных изменений в вооружении не происходит. Но позднее Гражданская война в США дала толчок к модернизации вооружения. В частности изобретается многозарядное нарезное стрелковое оружие, заряжаемое с казны. (Одним из первых образцов такого оружия стала винтовка Спенсера.) Появляются и первые образцы казнозарядной нарезной артиллерии. Как следствие увеличивается скорострельность и дальность стрельбы огнестрельного оружия. Появляются пулемёты (сначала картечницы а затем и собственно пулемёты). В ходе Англо-бурских войн уже начали применяться бронепоезда. Во время Первой мировой войны было использовано химическое оружие, военная авиация и первые танки. В войне на море также появляются новые виды оружия: морские мины и торпеды. Начинают применяться подводные лодки.

### Новейшее время

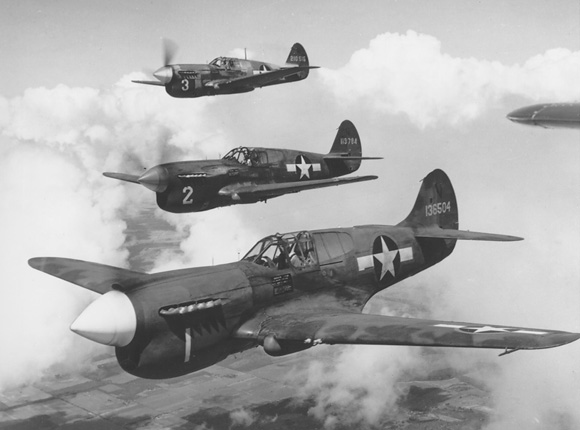
Американские истребители Кёртисс P-40

Происходит дальнейшее усовершенствование оружия. Особенно бурно этот процесс протекал во время Второй мировой войны. На сухопутных театрах военных действий решающую роль стали играть танки и авиация. Танки из средства поддержки пехоты превратились в бронетанковые войска, сыгравшие решающую роль во многих сражениях. Авиация окончательно разделилась на истребительную и бомбардировочную, штурмовую и разведывательную, а также на фронтовую и дальнюю. Причем бомбардировки (в том числе и мирных городов, находящихся далеко за линией фронта) стали иметь все большее значение. Из стрелкового оружия большую популярность получили автоматы. На море усилилась роль подводного флота. Важное значение приобрели авианосцы. К этому периоду относится первое боевое применение ядерного оружия. Позже главным средством его доставки стали разнообразные ракеты.

## Классификация
Современное оружие часто технически весьма сложное. Оружие в основном используют армия и правоохранительные органы. Хранение и использование оружия гражданскими лицами в современных странах строго контролируется законодательством. Отношение к оружию в использовании отдельными лицами в разных странах разные. Практически в каждой стране запрещают своим гражданам владеть некоторыми видами оружия: некоторые государствах (как например США), позволяют частным лицам владеть огнестрельным оружием для самообороны, в других же государствах для получения оружия нужно специальное разрешение.
Существует несколько способов классификации оружия: по назначению, по категории использующих его лиц, по мобильности/стационарности, по конструктивной реализации, по принципу воздействия на цель или по принципу противодействия поражающему воздействию оружия противника и т. п.

### По техническим характеристикам
При классификации оружия по техническим характеристикам используются следующие факторы:
1. Дальность стрельбы (метания, поражения): прицельная, прямого выстрела, предельная. Метательное оружие имеет дальность от метров до десятков (реже сотен) метров, огнестрельное от сотен метров до десятков километров (пушки), ракетное до нескольких тысяч километров. Наименьшую дальность имеет холодное оружие и аэрозольные баллоны для самообороны (от десятков сантиметров до метра-двух).
2. Скорострельность (выстрелов в минуту).
3. Энергия выстрела (метательное и огнестрельное), убойная сила. Обычно измеряется в джоулях.
4. Среда движения выстрела (или оружия целиком) — земля, вода, воздух, вакуум.
5. Маневренность, быстроходность и дальность хода оружия (торпеды, танки, самолёты, ракеты).
6. Пробивающая способность (толщина пробиваемого препятствия/брони в зависимости от расстояния).
7. Характеристика выстрела (монолитное оружие/болванка снаряда, фугасная часть, ядерная боеголовка, и другие, смотря по характеру цели). От типа выстрела зависит радиус поражения и сила взрыва, например, артиллерийские снаряды с ядерной боеголовкой имеют большую силу взрыва, а химические боеприпасы — малую силу взрыва, но большое поражающее действие для живой силы. Радиус разлёта осколков у фугасного определяется типом боевой части.
8. Шумовые характеристики, визуальная и инфракрасная заметность выстрела, возможность обнаружения с воздуха, из космоса, специальными приборами (мины), способность защиты от других типов оружия (бронированные боевые машины).
9. Массогабариты оружия и боеприпасов к нему.
10. Стоимость выстрела и ресурс оружия в количестве выстрелов.
11. Чувствительность оружия к внешним воздействиям, обуславливающую возможность преждевременного взрыва, и др.
12. Технические особенности конструктивного порядка (материалы, калибр и нарезка ствола — для огнестрельного, применение электроники, управляемое оружие, роботизированное и т. д.).

Смотря по назначению, поражаемой цели, и поставленной задаче военные, преступники, охотники, или полицейские выбирают наиболее подходящий доступный вид оружия.

### По назначению

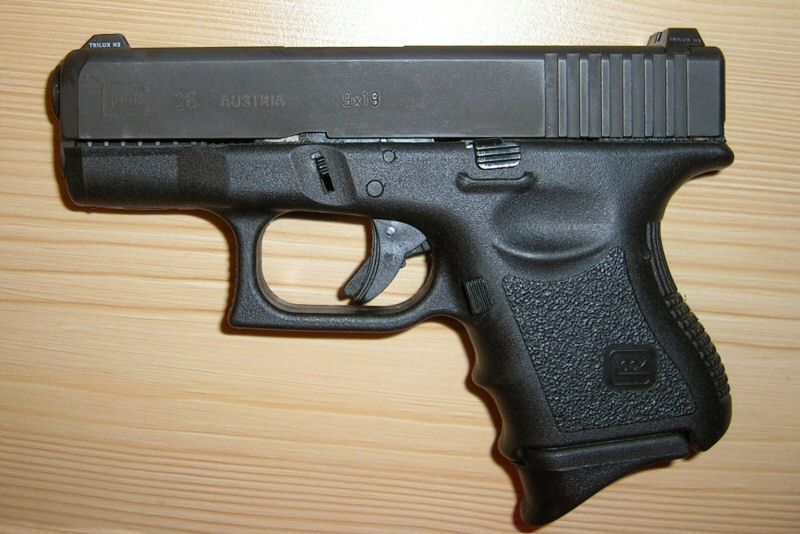
Пистолет Glock 26 австрийского производства

Оружие подразделяется на:

#### Обычное оружие
- Огнестрельное оружие — оружие, предназначенное для механического поражения цели на расстоянии снарядом (пулей, дробью, резиновым шариком, картечью или гранатой, при установке дульного гранатомёта), разгоняемым и направляемым на цель за счёт энергии сгорающего порохового или иного химического заряда (патрон Флобера, например, не содержит в себе заряда пороха, а пулю мечет энергия капсюля).
  - Травматическое оружие (в федеральном законе Российской Федерации «Об оружии» — «огнестрельное оружие ограниченного действия», а в странах Запада принят термин — англ. less-lethal weapons, букв. «в меньшей степени смертельное оружие») — оружие, предназначенное для того, чтобы пресекать те или иные нежелательные действия (агрессивные, противоправные и т. п.) со стороны живых субъектов — людей или животных — путём их временного поражения или выведения из строя[17].
  - Артиллерийское орудие — в настоящее время разновидность огнестрельного оружия, назначение которого состоит в метании артиллерийских снарядов и мин посредством ствола и метательного заряда, размещённого в последнем. В качестве основы артиллерийского вооружения выступают артиллерийские комплексы различного назначения. В настоящее время в состав артиллерийского вооружения также могут входить другие используемые в артиллерии технические средства для ведения артиллерийского огня, в частности, прицельные приборы и радиолокационные станции[18].
  - Гладкоствольное оружие — разновидность огнестрельного оружия и иного ствольного оружия, в канале ствола которого отсутствуют нарезы (то есть внутренняя поверхность ствола гладкая). В частности, к этому типу относятся все существующие миномёты, некоторые виды противотанковых пушек и большинство танковых орудий. Стабилизация в полёте снарядов, выпускаемых современными гладкоствольными артиллерийскими орудиями, обеспечивается их хвостовым оперением. Гладкоствольное оружие характеризуется относительной простотой конструкции и эксплуатации[19].
- Игровое оружие (пейнтбол и т. п.).
- Холодное оружие — оружие, предназначенное для поражения цели при помощи мускульной силы, вызванной воздействием человека с ним (прямой удар), при непосредственном контакте с объектом (то есть в рукопашном бою). Его применение не связано с использованием взрывчатых веществ или иных источников энергии. В соответствии с устройством и способом воздействия на объект выделяют ударное (ударно-дробящее), колющее, рубящее, а также холодное оружие смешанного (комбинированного) действия. В настоящее время в армиях используются такие виды холодного оружия, как штыки, кортики, шашки и боевые ножи[20].
- Пневматическое оружие определяется Федеральным законом РФ от 13.12.1996 N 150-ФЗ «Об оружии» как оружие, предназначенное для поражения цели на расстоянии снарядом (стальной пулькой или резиновым шариком), получающим направленное движение за счёт энергии сжатого, сжиженного или отверждённого газа. Пневматическое оружие чаще всего используется на спортивных соревнованиях и подразделяется на пружинное и газобаллонное[21]. Но существовало и боевое пневматическое оружие. В частности причиной для создания боевого пневматического оружия была его сравнительная малошумность. Боевое пневматическое оружие было вытеснено из боевого применения только появившимся бесшумным огнестрельным оружием.
- Метательное оружие — согласно Федеральному закону РФ от 13.12.1996 N 150-ФЗ «Об оружии», оружие, предназначенное для поражения цели на расстоянии снарядом, получающим направленное движение при помощи мускульной силы человека или механического устройства. Исторически первыми образцами метательного оружия были различные луки, пращи, арбалеты и им подобные. В эпоху античности сформировался также отдельный специфический класс такого оружия — метательные машины (катапульты, баллисты, трабуциумы и т. д.). Общетехнически огнестрельное оружие и разрабатываемые рельсотроны можно рассматривать как особые разновидность метательного[22].
- Газовое оружие в Федеральном законе РФ от 13.12.1996 N 150-ФЗ «Об оружии» трактуется как оружие, предназначенное для временного поражения живой цели путём применения слезоточивых или раздражающих веществ. При этом в Российской Федерации запрещён оборот некоторых видов газового оружия — в частности, такого, которое снаряжено нервно-паралитическими, отравляющими и другими сильнодействующими веществами, и его применение не должно наносить цели существенных телесных повреждений[23].

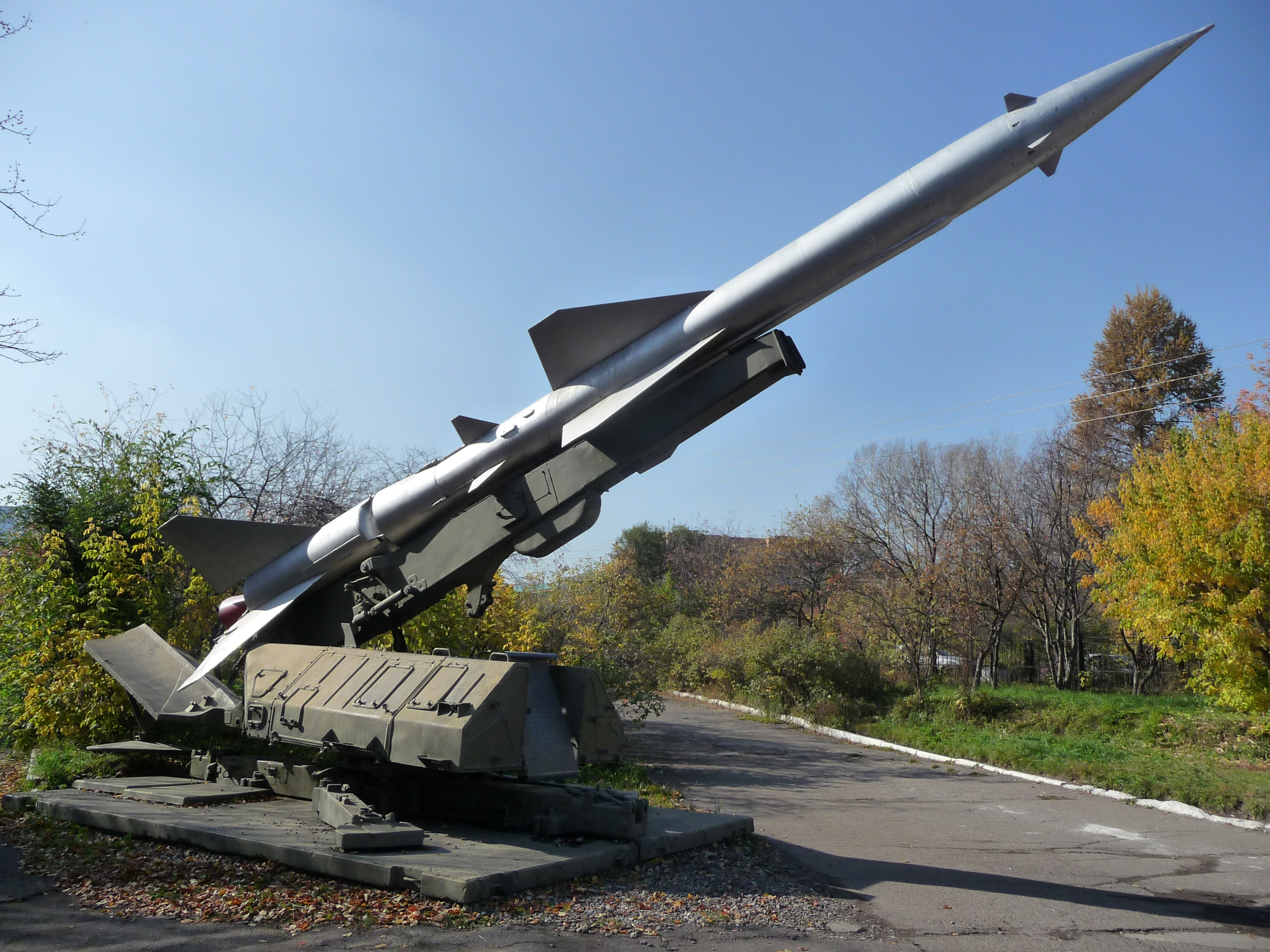
ЗРК С-75

- Зажигательное оружие — совокупность боевых средств, в том числе артиллерийские снаряды, которые предназначены для создания пожаров, а также для поражения людей и техники огнём. В различных видах зажигательного оружия, соответственно, используются разнообразные зажигательные вещества. Помимо собственно зажигательных боеприпасов и огнесмесей, к зажигательному оружию относятся также и средства их доставки до цели. Применяется мотострелковыми войсками, войсками РХБЗ, артиллерией и авиацией[24].
- мина или граната — боеприпас, назначением которого является поражение живой силы и техники противника либо при контакте с ним, либо на расстоянии. Мины обычно употребляются для устройства наземных и морских взрывных заграждений и в соответствии с этим подразделяются на инженерные и морские. В свою очередь, гранаты подразделяются на противопехотные, противотанковые, зажигательные и специальные, либо — по способу применения — на ручные и предназначенные для стрельбы из гранатомётов[25][26].
- Ракетное оружие — обобщённое наименование оружия, в котором средства поражения доставляются к цели ракетой. К этому же виду относятся и ракетные комплексы, способные вести огонь такими боеприпасами[27].
- Торпедное оружие применяется на флоте и в авиации. Помимо собственно торпед, к этому классу относятся противокорабельные ракето-торпеды, а также вся совокупность устройств и систем, которые обеспечивают их хранение, обслуживание и применение — вплоть до приборов управления торпедной стрельбой[28].

#### Оружие массового поражения
- Ядерное оружие — оружие, принцип действия которого основан на использовании внутриядерной энергии, выделяющейся либо в ходе лавинообразно протекающей термоядерных реакций синтеза лёгких ядер изотопов водорода, либо при лавионообразной цепных реакциях деления тяжёлых ядер некоторых изотопов урана или плутония. Обладает довольно широким спектром поражающих воздействий[29]. Из-за большой энергоемкости ядерных боеприпасов и, как следствие, большой площади поражения практически все виды ядерного оружия считаются оружием массового поражения.
- Химическое оружие — оружие, в котором для массового поражения живой силы противника используются токсические свойства определённых химических веществ. Под химическим оружием подразумеваются собственно боевые отравляющие вещества или иначе воздействующие на объекты воздействия, а также средства их доставки и применения[30].
- Биологическое оружие — оружие, боевой поражающий эффект которого создаётся и обеспечивается биогенными средствами или агентами. Наиболее известных вид биологического оружия — микробиологическое оружие. Боевое действие микробилологического оружия обеспечивается болезнетворным действием бактерий или вирусов, которое они оказывают на людей, животных или растения. Бактериологическим оружие всего лишь подвид микробиологического оружия[31]. К биологическому оружию вполне можно отнести и насекомых-хищников, применяемых в сельском хозяйстве для борьбы с насекомыми- вредителями.

#### Нетрадиционное оружие и оружие на новых физических принципах

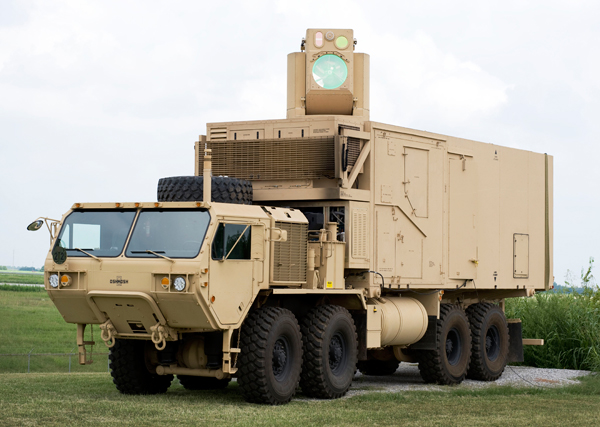
Боевой мобильный лазер HEL MD

- Генетическое оружие — различные средства, способные тем или иным способом воздействия вносить нежелательные модификации в генетический аппарат объекта воздействия, вызывая тем самым наследственные заболевания[32].
- Геофизическое оружие — средства, дающие возможность использовать геофизику планеты в военных целях, преимущественно путём воздействия на окружающую среду либо на процессы, протекающие в литосфере, гидросфере или атмосфере[33]. Разновидностями геофизического являются климатическое оружие и озонное оружие.
- Инфразвуковое оружие — разновидность нелетального, основано на воздействии на живой объект (например человека) сильным направленным потоком инфразвуковых волн. Разработка данного вида оружия осложнена рядом факторов, в частности — противоречием мобильности и мощности, а также проблемой защиты применяющего оружие боевого расчёта[34] от воздействия инфразвука.
- Лазерное оружие — перспективный вид лучевого оружия, в основе которого лежит воздействие на цель лазерным лучом. В результате живая сила противника может получать ожоги, в том числе — сетчатки глаз, а техника — возгораться, плавиться и т. д. В настоящее время много внимания разработке данного вида вооружений уделяется в США[35].
- Радиологическое оружие — оружие, оказывающее воздействие на людей, технику и окружающую среду посредством радиоактивных веществ и их излучений[36]. Может использоваться только в качестве оружия массового поражения.
- Сверхвысокочастотное оружие — вооружение, поражающим фактором в котором является электромагнитное излучение в СВЧ-диапазоне. Предназначено главным образом для поражения военной техники путём выведения из строя электронных компонентов, чувствительных к соответствующему воздействию[37]. Может существовать как в виде боеприпасов так и в виде мощных СВЧ-излучателей.
- Ускорительное оружие — разновидность пучкового оружия и возможный вид оружия, наносящего ущерб цели пучком высокоэнергичных (разогнанных до близких к скорости света скоростей) частиц (к примеру, атомов или электронов). Предназначено в основном для воздействия на технику противника[38].
- Электромагнитное оружие — оружие, в котором для придания начальной скорости снаряду используется магнитное поле, либо энергия электромагнитного излучения используется непосредственно для поражения цели[39][40].
- Плазменное оружие — ещё одна разновидность пучкового оружия и перспективное оружие, использующее для поражения цели плазму.
- Психотронное оружие — гипотетическое оружие массового поражения, в основе действия которого проявляется принудительное разрушающее или управляющее воздействие на человеческую психику и психику животных, мозг.

### По категории использующих его лиц
Аристотель (IV век до н.э.) в своей «Политике» отмечает, что жизнь показывает, что те, кто не имеет права носить оружие, никак не могут занимать в государстве одинаковое положение с теми, кто обладает этим правом.
- боевое оружие — средство поражения противника в вооружённой борьбе, как при нападении, так и при защите (обороне).
- служебное оружие — предназначено, согласно российскому законодательству, для использования сотрудниками государственных органов и работниками юридических лиц, которым законодательно разрешено ношение, хранение и применение этого оружия, в целях самообороны или для исполнения возложенных на них обязанностей по защите жизни и здоровья граждан, собственности, по охране природы и природных ресурсов, ценных и опасных грузов, специальной корреспонденции. По сравнению с боевым оружием, имеет ограничения по дальности стрельбы, поражающему действию, калибру.
- гражданское оружие — предназначено, согласно российскому законодательству, для использования в целях самообороны, для занятий спортом и охоты. Гражданское огнестрельное оружие должно исключать ведение огня очередями и иметь ёмкость магазина (барабана) не более 10 патронов[13]. Подразделяется на:
  - оружие самообороны;
  - спортивное оружие;
  - сигнальное оружие — оружие, конструктивно предназначенное только для подачи световых, дымовых или звуковых сигналов;
  - охолощённое оружие — для использования при осуществлении культурной и образовательной деятельности с возможностью имитации выстрела из него патроном светозвукового действия[43];
  - охотничье оружие;
  - холодное клинковое оружие — охотничье, для поражения и добивания зверя (в том числе морского зверя или крупной рыбы), а также защиты при его нападении. Помимо этого может быть использовано для ношения с казачьей формой и национальными костюмами народов РФ;
  - коллекционное оружие.